# 寸姓
寸姓為由來已久的中文姓氏，但大致上有幾種来源。現在寸姓散居於中國雲南、四川、北京、天津，缅甸曼德勒、密支那等地，唯人數不多。以中國論，雲南最多。

## 源流
- 周天子廚師「爨」的後裔，改「爨」為音近的「寸」。
- 班超的後人為避禍，隱居「爨邑」（今山西定襄一帶），改姓「爨」。後又改姓「寸」。
- 劉邦的後裔阿知使主逃奔日本，後人被天武天皇授忌寸氏（いみき），其後人回中國者改姓「寸」。
- 各種因避禍而改寸姓者。
- 白族、哈尼族、傣族等亦有此姓。

## 始祖
- 寸庆：腾冲支祖 明洪武年间 腾越卫指使使（四品）

## 家训
清代光绪巳末进士寸开泰书写寸氏家训：礼 义 廉 耻 忠 信 孝 悌 宽 和 仅 勤 慈 让 恭 检。
寸氏家训共十六字包括做人的方方面面。

## 名人
- 寸開泰：清末民初畫家
- 寸樹聲：中國近代教育家
- 寸性奇：中日戰爭期間陣亡的中國軍方高級將領之一

## 延伸阅读
[在维基数据编辑]
 《欽定古今圖書集成·明倫彙編·氏族典·寸姓部》，出自陈梦雷《古今圖書集成》